# Doliprane
Pour l’article homonyme, voir Doliprane (plante).
Pour l’article ayant un titre homophone, voir Dolly Prasne.

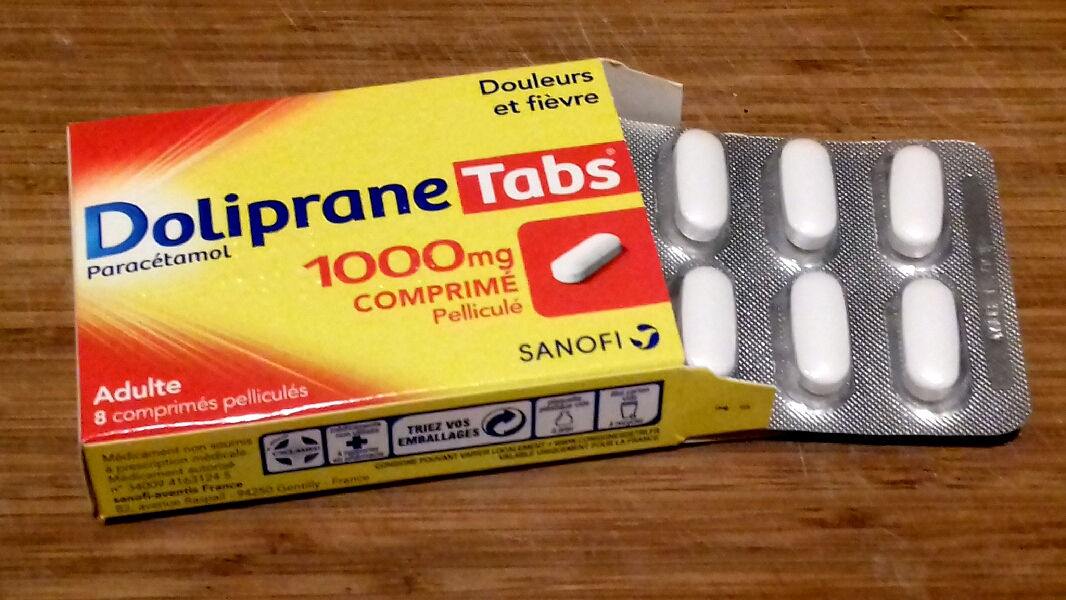
Boite de Doliprane 1000 mg.

Le Doliprane est une marque à l’origine française de paracétamol et le premier médicament généraliste français à avoir proposé cette molécule. Produit à 453 millions de boites annuellement en 2023, il est en 2024 le médicament le plus vendu en France où il représente 70 % des ventes de paracétamol. Longtemps propriété du groupe phamaceutique Sanofi, la marque est revendue à un fonds d’investissement américain en 2024.

## Composition et production
Le médicament, dans sa version comprimé, est composé pour 99,9 % de paracétamol, d'un excipient pour sa dissolution et d'un lubrifiant pour sa digestion. 
Le Doliprane existe en 2024 sous 26 formats différents : comprimé (à avaler, effervescent ou orodispersible), gélule, suppositoire, sachet de poudre effervescente, sirop pour enfants… avec pour chacun différents  dosages, de 100 mg pour les enfants jusqu'à 1 000 mg pour les adultes.  
En 2024, 60 % du Doliprane est produit dans l'usine Sanofi de Lisieux. Le reste est produit à Compiègne, en Allemagne à Cologne (version effervescente et sirop pédiatrique) et en Hongrie.

## Histoire
L'histoire du Doliprane est mal documentée. Sanofi en attribue l'invention à un pharmacien parisien, Henri Bottu, mais la Société d'histoire de la pharmacie l'attribue à son gendre, Jacques Dagniolle. Henri Bottu avait fondé un petit laboratoire pharmaceutique en 1908. Les laboratoires Bottu avaient connu un petit succès en lançant un décongestif et antiseptique, le Néol,, très employé dans les hôpitaux, puis de nouveau en 1921 avec le Codoforme Bottu, un médicament contre la toux et contenant de la codéine.
Henri Bottu meurt en avril 1949, moins d'un an après que les Américains Bernard Brodie et Julius Axelrod ont inventé, ou redécouvert, la formule définitive du paracétamol à New York. Janine, la fille unique d'Henri Bottu, épouse Jacques Dugniolle en 1950 et celui-ci reprend la direction des laboratoires. 
En 1957, après le succès d'un paracétamol pédiatrique aux États-Unis, les laboratoires Bottu lancent une formule équivalente, l'Algotropyl, une potion pour nourrissons. La marque Doliprane est déposée le 15 novembre 1963 et le médicament, un comprimé dosé à 500 mg, est lancé l'année suivante. Il est le premier paracétamol non spécialisé lancé en France, dix ans après le Royaume-Uni et huit ans après les États-Unis. Mais en France, comme dans ces pays, l'aspirine domine alors très largement cette nouvelle molécule.
À la fin des années 1950, les laboratoires Bottu, à l'étroit dans leurs locaux parisiens, veulent s'agrandir. Ils font l'acquisition, à Saint-Jean-de-Livet près de Lisieux dans le Calvados, d'une ancienne usine de production de feutre à partir de peaux de lapins, qui avait fermé quelques années auparavant,. Cette acquisition a probablement été faite par l'entremise de Robert Bisson, député-maire de Lisieux et lui-même pharmacien. L'usine va alors produire un coupe-faim, un suppositoire pour le mal de tête des enfants, des comprimés de 500 mg de Doliprane mais aussi du savon et de la colle. Le paracétamol est importé de l'étranger, il lui est rajouté un excipient et quelques gouttes de lubrifiant, il est conditionné sous forme de comprimé et mis en boite dans l'usine. La boite est alors déjà de couleur jaune et bleu. Selon Sanofi, elle reprendrait les couleurs de la ville de Lisieux mais cela n'est pas documenté.
Jusque dans les années 1980, les ventes de paracétamol, dont le Doliprane, restent faibles en France. Le choix d'un mode de distribution direct aux pharmacies et aux hôpitaux et surtout le lancement d'une version de Doliprane en poudre pour les enfants,  avec sa teinte rose et un gout de fraise, vont faire décoller les ventes de la marque,. Les laboratoires Bottu cherchent alors à s'agrandir et vont construire une usine, inaugurée en 1982, dans la nouvelle zone d'activité de l'Espérance à Lisieux. 
En 1985, le groupe  BSN rachète les laboratoires Bottu qu'il revend deux ans plus tard à Rhône-Poulenc. Celui-ci est déjà très présent sur le marché avec sa marque Aspirine du Rhône. Il anticipe alors le remplacement de l'aspirine par le paracétamol comme cela s'est déjà produit dans différents pays, les effets secondaires gastriques de l'aspirine nuisant à sa réputation. Quelques mois auparavant, il a fait produire, une première en France, du paracétamol dans son usine Rhodia de Roussillon en Isère, paracétamol que désormais le Doliprane va utiliser. Rhône Poulenc va alors fortement développer la marque Doliprane, la déclinant en plusieurs versions (poudre, suppositoire, sirop pour nourrissons), et son important réseau de visiteurs médicaux va imposer la marque, devant l'Efferalgan et le Dalfagan du laboratoire familial UPSA.
En 1990 Rhône-Poulenc devient Aventis puis fusionne avec Sanofi-Synthélabo pour donner en 2004 Sanofi-Aventis qui en 2011 s'appellera simplement Sanofi.
En 2002, la production des sachets et les salariés de l'usine de Saint-Jean-de-Livet sont transférés à l'usine de Lisieux et la production de comprimés effervescents est transférée à Cologne. 
En octobre 2024, Sanofi annonce la vente de 50 % de sa filiale Opella, qui produit et commercialise les médicaments sans ordonnance de Sanofi dont le Doliprane, au fonds d'investissement américain CD&R (en) (Clayton, Dubilier & Rice). Cette cession créée une vive émotion dans l’opinion publique et dans la classe politique car elle concerne un médicament de base utilisé par un grand nombre de Français depuis plusieurs générations.